# 성동면
성동면(城東面)은 대한민국 충청남도 논산시에 설치된 면이다.

## 개요
성동면은 논산시의 서쪽에 위치해 있으며, 금강하류의 드넓은 평야지대로, 토질이 비옥하고 수자원과 일조량이 풍부하여 품질 좋은 쌀을 비롯해서 당도 높은 수박, 딸기, 상추, 방울토마토 등 웰빙 시대에 알맞은 천혜의 조건 속에서 수많은 농산물을 풍성하게 생산하는 전형적인 농촌지역이다. 전국 도로와 연결되는 천안-논산 간 고속도로 서논산 IC가 위치해 있어 교통이 편리하고, 2004년부터 가동되고 있는 논산 제1산업단지에 이어 대규모 제2지방산업단지 조성에 박차를 가하고 있어 경제발전의 중심지로 부각되고 있다.

## 행정 구역
- 개척리(蓋尺里)
- 병촌리(甁村里)
- 삼산리(三山里)
- 삼호리(三湖里)
- 우곤리(牛昆里)
- 원남리(院南里): 행정복지센터 소재지
- 원봉리(圓峰里)
- 원북리(院北里)
- 월성리(月城里)
- 정지리(定止里)
- 화정리(花亭里)

## 교육
- 성광초등학교
- 성동초등학교
- 원봉초등학교